# Marc Roguet
Marc Roguet (Pargny, 29 de março de 1933) é um ginete e instrutor francês, especialista em saltos, campeão olímpico. 

## Carreira
Marc Roguet representou seu país nos Jogos Olímpicos de Verão de 1976, na qual conquistou a medalha de ouro nos salto por equipes em 1976.